# Sieddejohka
Sieddejohka is een beek in Noord Finland, gemeente Enontekiö, Lapland. Het is de laatste noemenswaardige beek, die haar water afdraagt aan de Valtijoki, voordat deze in het Porojärvi stroomt. De Sieddejohka ontvangt haar water op de heuvels van de Sieddegielas (Selttikielas), een heuvel/bergrug langs de Finse grens met Noorwegen. Het riviertje stroomt na circa 3 km vanuit het oosten de Valtijoki in.
De rivier behoort tot het stroomgebied van de Torne.
Afwatering: Sieddejohka → Valtijoki → Poroeno → Lätäseno → Könkämärivier → Muonio → Torne → Botnische Golf